# Miscophus bicolor
Miscophus bicolor (лат.) — вид песочных ос рода Miscophus из подсемейства Crabroninae (триба Miscophini).

## Распространение
Палеарктика. Европа (кроме северной части), Западная и Центральная Азия до Кореи, Алжир, Египет, Иордания.
Россия (Европейская часть, Сибирь и Дальний Восток), Северная Африка, Сирия, Турция, Иран, Казахстан, Монголия, Корейский полуостров.

## Описание
Длина тела около 5—8 мм. Основная окраска тела чёрная. Жвалы, усики и ноги частично красно-коричневые; первый тергит брюшка красный. Эпискробальная область мезоплеврона с плотной и хорошо выраженной пунктировкой, пунктуры менее чем в диаметре друг от друга. Апикальный клипеальный край разделён на три части.

## Таксономия
Вид был впервые описан в 1807 году швейцарским энтомологом Луи Журином по типовым материалам из Европы. Включён в состав группы видов M. bicolor, которая характеризуется следующими признаками: проподеальная поверхность и бока бороздчатые или сотовые, скульптурные, с блестящими промежутками; скапус у большинства видов черный.